# 機場貴賓室
機場貴賓室（英語：Airport lounge），是由航空公司、航空公司聯盟或專門的公司所設，提供特定的旅客專用之航廈候機室。通常專供頭等艙、商務艙及飛行常客獎勵計劃等旅客使用，或以信用卡積點、額外付費等方式取得進入使用的資格。
除了上述的貴賓室外，有的機場會設專供本國及來訪之國家元首或高級官員等使用的貴賓室，通常會設有與一般旅客動線分開的專屬通道。
机场贵宾休息室按运营方一般可分为三类。

## 航空公司运营的贵宾休息室
大型航空公司一般会在枢纽机场及航班较多的重点机场设立贵宾休息室。航空公司运营的休息室一般都设在安检内。
- 两舱等乘客可进入承运航空公司，或者同联盟航空公司，或者合作航空公司运营的贵宾室。部分大型航空公司还会分开设立头等舱休息室和商务舱休息室。
- 航空公司的精英常旅客会员可进入本航司，或者同联盟航司的贵宾室。
- 第三方组织（如：新貴通（Priority Pass）、環亞貴賓室（Plaza Premium Lounge)、龍騰出行（DragonPass））会和航空公司签约，使用其会籍进入航司休息室。[1]

## 机场自营的贵宾休息室
机场自营的休息室最初是为在该机场未设立自营休息室的航空公司提供服务。一般也会和第三方组织签约，接待会籍客户或高端客户。机场自营休息大多接受付费进入。

## 第三方运营的贵宾休息室
银行、电信公司等会在机场自营或租赁贵宾休息室。面向自己的高端客户。常見第三方貴賓室類型如下：
- 連鎖貴賓室：環亞、新貴通、龍騰出行等
- 信用卡簽約貴賓室：如美國運通卡、VISA Airport Companion、MasterCard Airport Experiences、LoungeKey（可支援JCB、MasterCard等）
- 商務中心：主要服務對象為具有隱私需求的高端客戶，通常設立在機場航廈範圍之外，採預約登記制；商務中心具有獨立的出入境動線，業者也會配備專車為客戶往返商務中心和飛機之間。

## 設施
機場貴賓室通常設有私人會議室、電話、傳真、互聯網以及各國報紙、電視等服務，同時提供免費飲料和小吃。貴賓室的座椅通常比一般候機室舒適。有的候機室還設有浴室供旅客洗澡及按摩服務。

## 頭等艙休息室
有些機場貴賓室會為頭等艙旅客提供專屬的空間，設備及服務也可能优於一般的機場貴賓室，就以浴室為例，部份頭等艙貴賓室更提供浸浴服務。